# 土地公山遺址
24°58′10.6″N 121°26′2.8″E / 24.969611°N 121.434111°E
土地公山遺址，是台灣一處考古遺址，位於今新北市土城區大安里內，海拔約15～20公尺。
土地公山遺址屬新石器時代圓山文化晚期代表遺址，是台北盆地大漢溪右岸較大遺址之一，另為新石器時代晚期，人群向丘陵淺山遷移的重要據點之一，其文化內涵包括新石器時代中期訊塘埔文化、新石器時代晚期圓山文化。
主要出土文物有石斧、石鑿、石網墜、石錛、石錘及陶製器具（如雙把方口罐、陶蓋柄）等器具。其中出土一件青銅斧，是為台灣新石器時代晚期遺址中少數有青銅器出土之重要遺跡地，足見本遺址極具歷史意義。

## 發掘歷史
- 1955年：盛清沂、吳基瑞教授進行調查後發現。
- 1956年：石璋如、盛清沂進行地表調查。
- 1961年：由當時臺北縣文獻委員會及中研院民族學研究所合作進行考古發掘。
- 1980年：黃士強、劉益昌再次進行地表調查。
- 1990年：因台北捷運「台北都會區大眾捷運系統土城延伸線」興建，委由劉益昌、陳仲玉進行環境影響評估調查時，進行考古發掘。
- 2007年10月22日：當時台北縣政府考量其文化及歷史意義，指定為縣定遺址進行保護。[1]

## 延伸閱讀
- 盛清沂（1957）。光復後台北盆地邊緣史前採集簡報。台北文物，6(2): 1-39。
- 盛清沂（1960）。台北縣志，卷四，史前志。台北縣文獻委員會，板橋。
- 劉斌雄、盛清沂、吳基瑞（1961）。台北縣大安寮土地公山遺址發掘報告。台北縣文獻委員會，板橋。
- 黃士強、劉益昌（1980）。全省重要史蹟勘查與整修建議－考古遺址與舊社部分。國立台灣大學考古人類學系、交通部觀光局委託，台北。
- 劉益昌（1992）。台北縣土城鄉土地公山、斬龍山遺址試掘報告。田野考古3(1)：21-57。
- 黃士強、臧振華、陳仲玉、劉益昌（1993）。台閩地區考古遺址普查研究計畫，第一期研究報告。內政部委託，中國民族學會執行。